# La Celle-sur-Nièvre
La Celle-sur-Nièvre település Franciaországban, Nièvre megyében. Lakosainak száma 155 fő (2022. január 1.). La Celle-sur-Nièvre Arbourse, Beaumont-la-Ferrière, Chasnay, Dompierre-sur-Nièvre és Murlin községekkel határos.

## Népesség
A település népességének változása:
| Lakosok száma | 162  | 163  | 161  | 160  | 158  | 158  | 158  | 158  | 155  |
|               | 2013 | 2015 | 2016 | 2017 | 2018 | 2019 | 2020 | 2021 | 2022 |